# Martin Skaba
Martin Skaba (Gleiwitz, 28 luglio 1935 – 19 marzo 2024) è stato un calciatore tedesco orientale dal 1990 tedesco, di ruolo difensore.

## Palmarès

### Club

#### Competizioni nazionali
- Coppa della Germania Est: 1

Dinamo Berlino: 1959